# Fan tö hszi
A Fan tö hszi, más néven Fantasy (egyszerűsített kínai: 范特西, pinjin: Fàn tè xī) Jay Chou tajvani mandopop énekes második albuma, mely 2001-ben jelent meg. Ez az album tette Ázsia-szerte ismertté, az album leghíresebb dala a Suang csie kun (Shuang jie gun) (Nuncsaku). A  Pa, vo hujlaj lö (Bà, wǒ huílai le) (Apa, visszatértem) című dal a családon belüli erőszak Ázsiában tabunak számító témáját boncolgatja, Chou volt az első kínai énekes, aki ilyen témáról írt dalt. Az albumból Ázsia-szerte 1 700 000 darab fogyott el.

## Számlista
Az összes szám szerzője Jay Chou.
| #   | Cím                                                                               | Dalszöveg    | Hossz |
| --- | --------------------------------------------------------------------------------- | ------------ | ----- |
| 1.  | Aj caj hszi jüan csien (Ài Zài Xī Yuán Qián) (愛在西元前 Love Before the Century) | Vincent Fang | 3:54  |
| 2.  | Pa, vo huj laj lö (Bà, Wǒ Huí Lái Le) (爸，我回來了 Dad, I'm Back)                | Jay Chou     | 3:55  |
| 3.  | Csien tan aj (Jiǎn Dān Ài) (簡單愛 Simple Love)                                   | Vivian Hsu   | 4:31  |
| 4.  | Zsen csö (Rěn Zhě) (忍者 Ninja)                                                   | Vincent Fang | 2:38  |
| 5.  | Kaj pu liao kou (Kāi Bù Liǎo Kǒu) (開不了口 Cannot Speak)                         | Vivian Hsu   | 4:44  |
| 6.  | Sanghaj 1943 (Shàng Hǎi 1943) (上海一九四三 Shanghai 1943)                        | Vincent Fang | 3:15  |
| 7.  | Tuj pu csi (Duì Bu Qǐ) (對不起 Sorry)                                             | Vincent Fang | 3:45  |
| 8.  | Vej-lien ku pao (Wēi Lián Gǔ Bǎo) (威廉古堡 William's Castle)                     | Vincent Fang | 3:56  |
| 9.  | Suang csie kun (Shuāng Jié Gùn) (雙截棍 Nunchucks)                                | Vincent Fang | 3:21  |
| 10. | An csing (Ān Jìng) (安靜 Silence)                                                 | Jay Chou     | 5:34  |